# Мраморен бръмбар
Мраморният бръмбар (Polyphylla fullo) е вид бръмбар от семейство Melolonthidae.

## Разпространение и местообитание
Разпространен е в Северна Африка и Европа като източната граница на разпространение преминава от Швеция на юг към източната част на Балканския полуостров и Кавказ. В България се срещат видовете: Polyphylla fullo, Polyphylla olivieri и Polyphylla boryi.

## Описание
Polyphylla fullo е сравнително едър с дължина от 38 mm. Тялото е здраво и изпъкнало и варира от червеникаво-кафяво до или черно на цвят. Тя е покрито с фин бял мъх, който образува мраморни петна. Подобно на други членове на рода, мъжките представители притежават разширени антенки които дават отличителния външен вид на тези бръмбари, и са довели до научното наименование на рода (Polyphylla = „много листа“). Имагото се храни с борови иглички, докато ларвите живеят в корените на треви от семейства Житни и Острицови.